# Emperadriu Teimei
L'emperadriu Teimei (貞 明 皇后, Teimei-kōgō), nascuda Sadako Kujō (九 条 節 子, Kujō Sadako) (Tòquio, 25 de juny de 1884 - Tòquio 17 de maig de 1951), va ser la dona de l'emperador Taishō i la mare de l'emperador Shōwa del Japó. El seu nom pòstum, Teimei, significa "constància il·luminada".

## Biografia
Sadako Kujō va néixer el 25 de juny de 1884 a Tòquio. Era la quarta filla del duc Michitaka Kujō, cap de la branca Kujō del clan Fujiwara. La seva mare era Ikuko Noma.

## Matrimoni i descendència

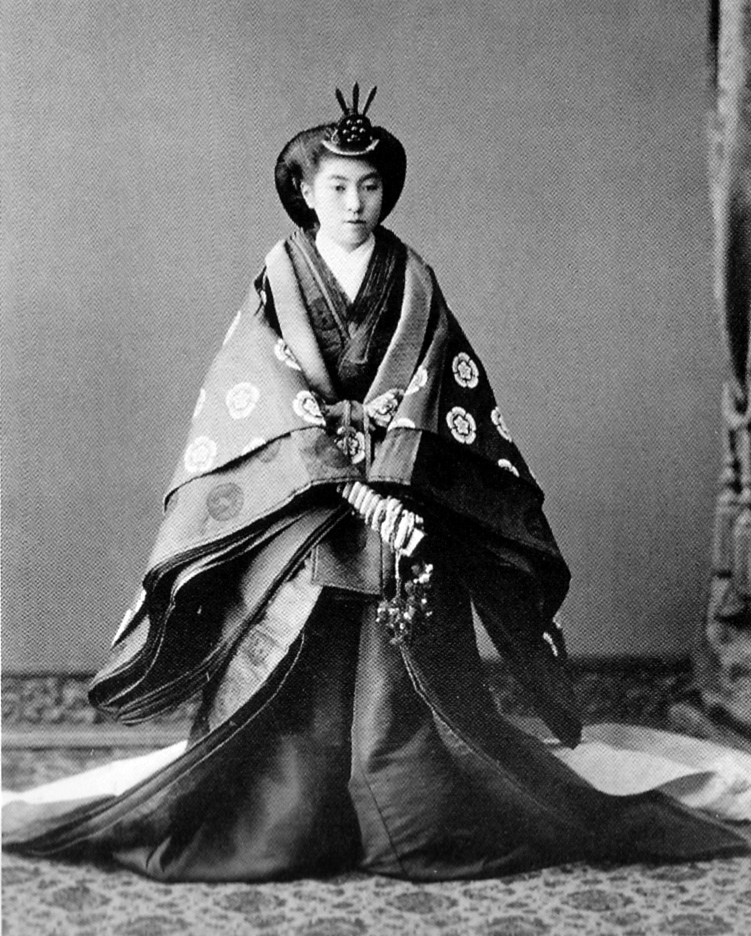
La princesa Sadako el dia del seu casament.

Es va casar amb el príncep hereu Yoshihito (el futur emperador Taishō) el 10 de maig del 1900, a l'edat de 15 anys. La parella se'n va anar a viure al nou Palau Akasaka de Tòquio, situat fora del complex principal del Palau Imperial de Tòquio. Quan va donar a llum un fill, el príncep Hirohito (el futur emperador Shōwa), el 1901 va ser la primera esposa oficial d'un príncep hereu que donava a llum un hereu oficial al tron des del 1750.
Es va convertir en emperadriu (Kōgō) quan el seu marit va pujar al tron el 30 de juliol de 1912. Tenint en compte la dèbil condició física i mental del seu marit, va exercir una forta influència sobre la vida imperial i es va convertir en una activa mecenes de la Creu Roja Japonesa. Les relacions entre l'emperador i l'emperadriu eren molt bones, tal com ho demostra la manca d'interès de l'emperador Taishō per prendre concubines, trencant així amb centenars d'anys de tradició imperial. 
La parella va tenir quatre fills:

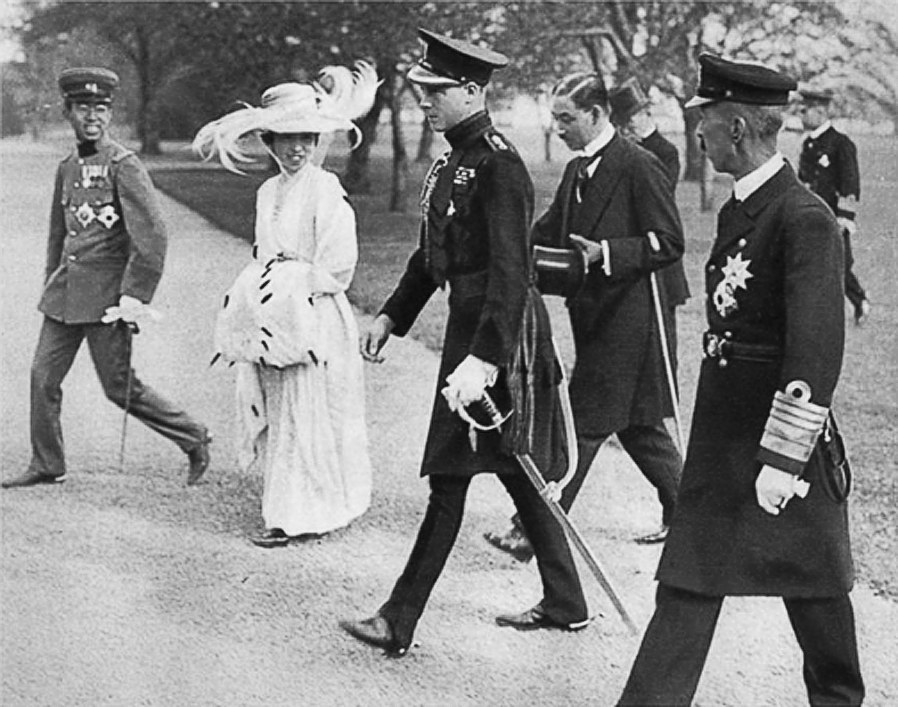
L'emperadriu Sadako entre el seu fill Hirohito i el príncep de Gal·les, el futur Eduard VIII, el 1922.

- Príncep Hirohito, emperador del Japó (29 d'abril de 1901 - 7 de gener de 1989).
- Príncep Yasuhito, príncep Chichibu (25 de juny de 1902 - 4 de gener de 1953).
- Príncep Nobuhito, príncep Takamatsu (3 de gener de 1905 - 3 de febrer de 1987).
- Príncep Takahito, príncep Mikasa (2 de desembre de 1915 - 27 d'octubre de 2016).

## La vida com a emperadriu vídua
Després de la mort de l'emperador Taishō el 25 de desembre de 1926, el seu títol es va convertir en el d'emperadriu vídua (皇太后, Kōtaigō), que significa "vídua de l'antic emperador". Ella es va oposar obertament a la implicació del Japó en la Segona Guerra Mundial, actitud que possiblement va causar conflictes amb el seu fill Hirohito.
Des de 1943 va treballar a l'ombra juntament amb el seu tercer fill, el príncep Takamatsu, per provocar la caiguda del primer ministre Hideki Tōjō. Era una adherida budista que tenia la fe del Sutra de Lotus i resava seguint les cerimònies rituals xintoistes del Palau Imperial de Tòquio.

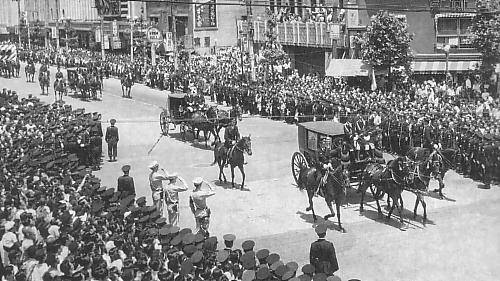
Funeral de l'emperadriu el 22 de juny de 1951.

Va morir el 17 de maig de 1951 al Palau Omiya de Tòquio, als 66 anys. Va ser enterrada a prop del seu marit, l'emperador Taishō, al Tama no higashi no misasagi (多 摩 東陵) del cementiri imperial Musashi de Tòquio.